# دلتا للإلكترونيات
شركة دلتا للإلكترونيات (المعروفة أيضًا باسم دلتا )، هي شركة تايوانية لتصنيع الإلكترونيات. ويقع مقرها الرئيسي في نايهو ، تايبيه ، تايوان . وهي معروفة بنشاطها بتصنيع المراوح الصناعية ومراوح الكمبيوتر وتبديل مصادر الطاقة . تدير الشركة ما يقرب من 200 منشأة في جميع أنحاء العالم، بما في ذلك مراكز التصنيع والمبيعات والبحث والتطوير.

## أنظر أيضاً
- قائمة الشركات في تايوان